# 타라모살라타
타라모살라타(그리스어: ταραμοσαλάτα)는 그리스의 생선알 요리이다. 대구나 잉어, 숭어 등 생선의 알을 절여 만든 스프레드인 타라마를 올리브유, 레몬 즙 등과 섞어 만든 샐러드이다. 전통적으로 동방 기독교의 금식 기간인 사라코스티의 첫 날인 정결한 월요일에 먹는 음식이다.

## 이름
그리스어 "타라모살라타(ταραμοσαλάτα)"는 "절인 생선알"을 뜻하는 튀르키예어 "타라마(tarama)"와 "샐러드"를 뜻하는 이탈리아어 "인살라타(insalata)"에서 나온 말이다.

## 같이 보기
- 명란젓
- 캐비아